# Liu Chuanxing
Liu Chuanxing (劉傳興S, Liú ChuánxīngP; Puyang, 30 luglio 1997) è un cestista cinese.